# Xanthostemon graniticus
Xanthostemon graniticus är en myrtenväxtart som beskrevs av Peter G.Wilson. Xanthostemon graniticus ingår i släktet Xanthostemon och familjen myrtenväxter. Inga underarter finns listade i Catalogue of Life.